# Mary Talbot
Mary Talbot (* 30. November 1903 in Columbus, Ohio, Vereinigte Staaten; † 16. April 1990 in Farmington, Missouri) war eine US-amerikanische Myrmekologin. 

## Leben
Mary Talbot wuchs als Tochter eines technischen Zeichners in Tiffin, Ohio auf. Dort absolvierte bis 1921 ihre Schulausbildung und nahm im selben Jahr ein Studium an der privaten Denison University in Granville, Ohio auf. Bereits ihr Großvater, ihre Eltern und ihr älterer Bruder hatten dort studiert, und ihr Großvater war von 1863 bis 1873 Präsident der Universität. 1925 graduierte sie mit dem Hauptfach Zoologie und dem Nebenfach Botanik zum Bachelor of Science.
Im September 1925 schrieb Talbot sich für einen Masterstudiengang in Entomologie an der Ohio State University ein. Dort studierte sie unter Clarence H. Kennedy, einem Entomologen und Herausgeber, der zu Libellen forschte und sich seinerzeit für Ameisen zu interessieren begann. Talbot wurde hingegen mit dem Studium des Kurzflüglers Creophilus villosis betraut, ihre 1927 veröffentliche Masterarbeit beschrieb den Aufbau seines Verdauungssystems.
1927 und 1928 lehrte sie Biologie an der University of Omaha, 1928 bis 1930 am renommierten Stephens College in Columbia, Missouri. Anschließend bewarb sie sich um ein Ph.D.-Studium an der University of Chicago. Ihr Doktorvater wurde der angesehene Ökologe und Entomologe Alfred E. Emerson, dessen Forschungsschwerpunkt Termiten waren. Talbot wollte ihre Doktorarbeit über Ameisen schreiben und Emerson stimmte zu. Die 1933 fertiggestellte Dissertation behandelte die Verbreitungen der Ameisenarten in der Region Chicago unter Berücksichtigung ökologischer Faktoren. Sie wurde im Folgejahr in der Fachzeitschrift Ecology veröffentlicht.
Nach einem Semester als Lehrerin am Mundelein College bei Chicago nahm sie 1936 eine zunächst befristete Stelle als Lehrkraft für Entomologie am Lindenwood College, der heutigen Lindenwood University, Saint Charles, Missouri an. Während der folgenden 31 Jahre unterrichtete sie Zoologie der Wirbellosen, Vergleichende Anatomie, Embryologie, Parasitologie und allgemeine Biologie. Für einige Jahre war sie Vorsitzende der biologischen Fakultät. Im Mai 1968 trat sie als Professor emeritus of biology in den Ruhestand, setzte aber ihre Forschungen fort. Talbot starb im April 1990, wenige Wochen nach ihrem Umzug in ein Seniorenheim in Farmington, Missouri.

## Forschung
Talbot verbrachte mehr als 50 Jahre ihres Lebens mit der Erforschung der Ameisen. Dabei stand stets die Feldbiologie im Vordergrund, sie hat zwischen 1928 und 1985 nur 32 wissenschaftliche Publikationen verfasst.
Im Sommer 1928 wurde sie wissenschaftliche Assistentin Clarence H. Kennedys an der University of Michigan Biological Station am Südufer des Douglas Lake. Heute ist das Gelände eines der wenigen Biosphärenreservate der Vereinigten Staaten. Ende der 1930er Jahre bis 1951 gab es weitere Zusammenarbeiten an der biologischen Station der Ohio State University in Put-in-Bay, Ohio und erneut am Douglas Lake. Talbots Aufgabe bestand häufig darin, Ameisennester auszugraben, die Kennedy untersuchen wollte. Eigene Forschungsarbeit wurde ihr durch Kennedy erschwert oder schlicht verboten. Im Sommer 1952 kam sie auf Bitten von Francis C. Evans von der University of Michigan erstmals zum E. S. George Reserve, ein nur etwa 4,6 Quadratkilometer großes, nicht öffentlich zugänglichen Naturschutzgebiet der University of Michigan im Livingston County, Michigan.
Talbots wichtigste Forschungsarbeit, die fast ihre gesamte wissenschaftliche Tätigkeit ausmacht, war eine 26 Jahre währende feldbiologische Untersuchung der Ameisenfauna des Gebiets, in deren Rahmen sie eine vollständige Katalogisierung aller - teilweise unbeschriebenen - Arten durchführte und ihre Ökologie und ihr Verhalten eingehend beschrieb. Sie verbrachte in dieser Zeit fast jeden Sommer in dem Naturschutzgebiet, das ungewöhnlich vielfältige Habitate und eine sehr große Artenvielfalt aufwies. Von den 113 Ameisenarten, die bis 1993 im Bundesstaat Michigan nachgewiesen waren, hatte Talbot 88 Arten im E. S. George Reserve gesammelt. An einer Publikation über die Ergebnisse dieser Studie arbeitete sie bis kurz vor ihrem Tod im Jahr 1990. Die Veröffentlichung erfolgte erst 2012 durch ihren Kollegen Paul B. Kannowski, der das nachgelassene Manuskript redigiert und fehlende Teile ergänzt hatte.
Sie arbeitete zahlreichen Wissenschaftlern mit ihren Sammlungsexemplaren und ihren Aufzeichnungen zur Verbreitung und Ökologie der verschiedenen Arten zu. Viele der von Talbot gesammelten Exemplare gehörten zu Arten, die noch nicht wissenschaftlich beschrieben waren. Sie wurden häufig als Typusexemplare zu Erstbeschreibungen herangezogen.
Beispielhaft für ihre Zusammenarbeit mit führenden Myrmekologen steht, dass sie Edward O. Wilson Kolonien der Ameisenart Leptothorax duloticus und weiterer Arten der Gattung Leptothorax zur Verfügung stellte. Auf diesem Material konnte Wilson seine Studien zum Ursprung der Versklavung anderer Arten als einer Form des Sozialparasitismus unter Ameisen und des feindseligen Verhaltens zwischen Königinnen und Arbeiterinnen aufbauen. Die von Wilson erstbeschriebene Art Formica talbotae, der Holotyp und die Paratypen waren von Talbot im E. S. George Reserve gesammelt worden, bildete wiederum für Peter Nonacs die Grundlage für seine Forschungen zur Verwandtenselektion unter Ameisen.
Die umfangreiche Ameisensammlung Talbots befindet sich heute in der Harvard University und in der University of Missouri–St. Louis. Eine Sammlung ihrer Funde im E. S. George Reserve hält die entomologische Abteilung des Museum of Zoology der University of Michigan. 

## Publikationen
- Mary Talbot: The Structure of the Digestive System in Creophilus villosis. In: Ohio Journal of Science. Band 28, 1928, S. 261–268.
- Mary Talbot: Distribution of ant species in the Chicago region with reference to ecological factors and physiological toleration. In: Ecology. Band 15, Nr. 4, 1934, S. 416–439.
- Mary Talbot: The natural history of the workerless ant parasite Formica talbotae. In: Psyche: A Journal of Entomology. Band 83, Nr. 3-4, 1976, S. 282–288 (erschienen 1977).
- Mary Talbot: The Natural History of Ants of Michigan's E. S. George Reserve: A 26 Year Study. In: Miscellaneus Publications, Museum of Zoology, University of Michigan. Band 202, 2012 (posthum überarbeitet, ergänzt und herausgegeben von Paul B. Kannowski).

## Ehrungen
1987 erhielt Talbot einen Ehrendoktortitel des Lindenwood College. Die Ameisenarten Formica talbotae Wilson, 1977 und Monomorium talbotae DuBois, 1981 wurden nach Mary Talbot benannt.